# La Rioja (wspólnota autonomiczna)
La Rioja (IPA: /la'rjoxa/; do 1980 Provincia de Logroño) – wspólnota autonomiczna i prowincja Hiszpanii bez dostępu do wybrzeża. Przepływają przez nią rzeki Ebro i rzeka Oja (río Oja), skąd La Rioja bierze swoją nazwę. Graniczy z krajem Basków i Nawarrą na północy, z Aragonią na wschodzie, i z Kastylią i Leonem na południu.

## Historia
La Rioja była zamieszkana przez trzy plemiona celtyckie. W II wieku p.n.e. została zdobyta przez Rzymian. W V w. zajęta przez Wizygotów. Na początku VII wieku region został najechany przez Maurów.
Od 923 r. tereny te najeżdżały wojska Królestwa Nawarry i Królestwa Kastylii. La Rioja stała się przedmiotem sporu pomiędzy królestwami Nawarry i Kastylii do XII wieku. Królowie Alfons VIII Szlachetny z Kastylii i Sancho VI Mądry z Nawarry po podpisaniu rozejmu w sierpniu 1176 roku przyznali królowi Anglii arbitraż nad regionem.
30 listopada 1833 roku została utworzona nowa prowincja Logroño, która objęła prowincje Soria i Burgos, tworząc tym samym 9 okręgów: Alfaro, Arnedo, Calahorra, Cervera de río Alhama, Haro, Logroño, Nájera, Santo Domingo de la Calzada i Torrecilla en Cameros.

## Prezydenci wspólnoty autonomicznej
| Prezydent                      | Od   | Do    | Partia |
| ------------------------------ | ---- | ----- | ------ |
| Luis Javier Rodríguez Moroy    | 1982 | 1983  | UCD    |
| Antonio Rodríguez Basulto      | 1983 | 1983  | UCD    |
| José María de Miguel Gil       | 1983 | 1987  | PSOE   |
| Joaquín Espert Pérez-Caballero | 1987 | 1990  | AP/PP  |
| José Ignacio Pérez Sáez        | 1990 | 1995  | PSOE   |
| Pedro Sanz                     | 1995 | 2015  | PP     |
| José Ignacio Ceniceros         | 2015 | 2019  | PP     |
| Concha Andreu                  | 2019 | nadal | PSOE   |